# Tyler Bate
Tyler Bate (Dudley, 7 de março de 1997) é um lutador de luta livre profissional inglês que atualmente trabalha para a WWE no SmackDown Ele foi o primeiro campeão do Reino Unido da WWE.

## Na luta livre
- Movimentos de finalização
  - Tyler Driver '97 (Sitout double underhook powerbomb)
- Movimentos secundários
  - Airplane spin
  - Diving European uppercut
  - Giant swing
- Alcunhas
  - "Textbook"
  - "The Iron Master"
- Temas de entrada
  - "Hearts on Fire"
  - "Sledgehammer"
  - "Dangerzone"
  - "Seven Nation Army" por The White Stripes
  - "Love is Blindess" por The White Stripes[5]

## Campeonatos e prêmios
- Attack! Pro Wrestling
  - Attack! 24:7 Championship (1 vez)[6]
- Chikara

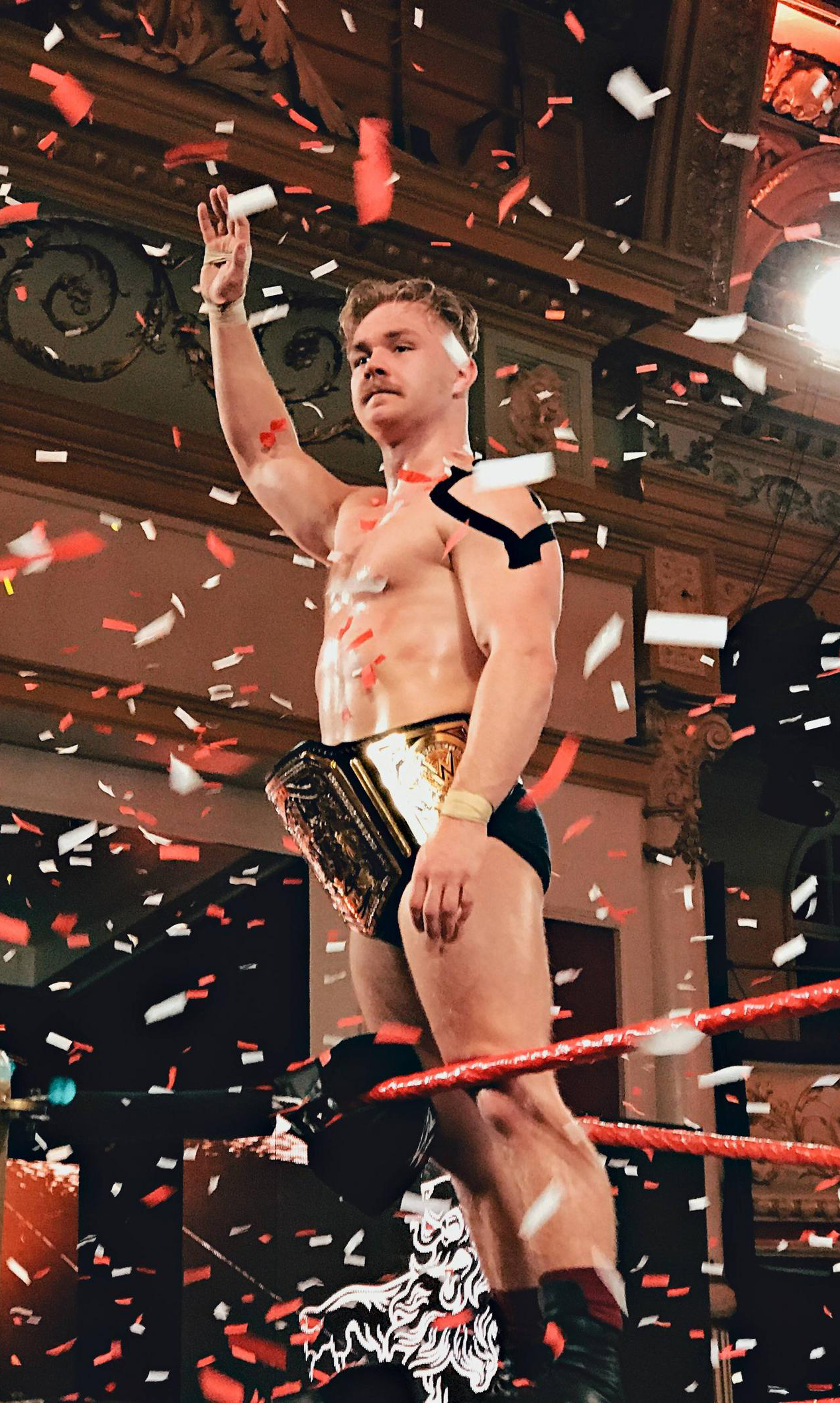
Bate como campeão do Reino Unido em janeiro de 2017.

  - Chikara Campeonatos de Parejas (1 vez) – com Trent Seven[7]
  - King of Trios (2017) – com Pete Dunne e Trent Seven[8]
- Fight Club: Pro
  - FCP Tag Team Championship (1 vez) - com Trent Seven[9]
- Great Bear Promotions
  - Junior Heavyweight Cup (2014)[10]
  - URSA Major One Night Tournament (2013)[11]
- Kamikaze Pro
  - Kamikaze Pro Tag Team Championship (1 vez) – com Dan Moloney[12]
  - Relentless Division Championship (1 vez)[13]
- Progress Wrestling
  - Progress Tag Team Championship (2 vezes) – with Trent Seven[14]
- Pro Wrestling Illustrated
  - Classificado em 50º na lista dos 500 melhores lutadores na PWI 500 em 2017[15]
- Revolution Pro Wrestling
  - RPW Undisputed British Tag Team Championship (1 vez) - com Trent Seven
- Shropshire Wrestling Alliance
  - British Lions Tournament (2014)[16]
  - SWA British Lions Championship (1 vez)[17]
- Westside Xtreme Wrestling
  - wXw Shotgun Championship (1 vez)[18]
- WWE
  - NXT Tag Team Championship (1 vez) - com Trent Seven
  - WWE United Kingdom Championship (1 vez)[19]
  - WWE United Kingdom Championship Tournament (2017)
  - NXT Year-End Award (1 vez)
    - Luta do Ano (2017) – vs Pete Dunne pelo WWE United Kingdom Championship no NXT TakeOver: Chicago

  - NXT Tag Team Championship Invitational (2018) - com Trent Seven[20]